# Circolo Sportivo Trevigliese 1969-1970
Questa voce raccoglie le informazioni riguardanti il Circolo Sportivo Trevigliese nelle competizioni ufficiali della stagione 1969-1970.

## Rosa
| N. |                   | Ruolo | Calciatore           |
| -- | ----------------- | ----- | -------------------- |
|    | Italia (bandiera) | P     | Angelo Baroni        |
|    | Italia (bandiera) |       | V. Baroni            |
|    | Italia (bandiera) | A     | Giacomo Bonacina     |
|    | Italia (bandiera) | A     | Pier Antonio Brasi   |
|    | Italia (bandiera) | D     | Angelo Bricchi       |
|    | Italia (bandiera) | A     | Giuseppe Camotti     |
|    | Italia (bandiera) | C     | Battista Cavalletti  |
|    | Italia (bandiera) | D     | Giancarlo Consolanti |
|    | Italia (bandiera) |       | Cremascoli           |
|    | Italia (bandiera) | C     | Dario Foresti        |
|    | Italia (bandiera) | D     | Romano Gira          |
|    | Italia (bandiera) | A     | Pietro Locatelli     |
|    | Italia (bandiera) | D     | Francesco Maffioli   |

| N. |                   | Ruolo | Calciatore          |
| -- | ----------------- | ----- | ------------------- |
|    | Italia (bandiera) | P     | Enzo Malinverno     |
|    | Italia (bandiera) | A     | Ivano Martini       |
|    | Italia (bandiera) |       | Mazzoleri           |
|    | Italia (bandiera) | P     | Paolo Molteni       |
|    | Italia (bandiera) |       | Nicolini            |
|    | Italia (bandiera) |       | Pacchiarini         |
|    | Italia (bandiera) |       | Poloni              |
|    | Italia (bandiera) | A     | Ezio Postini        |
|    | Italia (bandiera) | D     | Gianluigi Rigamonti |
|    | Italia (bandiera) | C     | Giuseppe Ronchi     |
|    | Italia (bandiera) |       | Sarzilla            |
|    | Italia (bandiera) | C     | Gianfranco Trevisan |